# رومان تروفيموف
رومان تروفيموف (بالروسية: Трофимов, Роман Сергеевич)‏ هو متزلج قفز روسي، ولد في 19 نوفمبر 1989 في لنينوغورسك في روسيا.

## وصلات خارجية
- رومان تروفيموف على موقع الاتحاد الدولي للتزلج (القفز التزلجي) (الإنجليزية)
- رومان تروفيموف على موقع اللجنة الأولمبية الدولية (الإنجليزية)
- رومان تروفيموف على موقع أوليمبيديا (الإنجليزية)